# Ptilinopus solomonensis
El tilopo de las Salomón o tilopo de Salomón (Ptilinopus solomonensis) es una especie de ave columbiforme de la familia Columbidae propia de los archipiélagos de las islas Salomón y Bismarck.